# Komitee der Zehn
Das Komitee der Zehn (englisch Committee of Ten) ist ein afrikanisches Wirtschaftsgremium. Es ging aus einem Treffen der afrikanischen Finanzminister und der Zentralbank-Gouverneure hervor, welches die Afrikanische Union, die Wirtschaftskommission der Vereinten Nationen für Afrika sowie die Afrikanische Entwicklungsbank im November 2008, im Vorfeld des G-20-Gipfels abhielten.

## Aufgaben
Die Aufgaben des Komitees sind: eine Untersuchung der wirtschaftlichen Rezession in Afrika im Zuge der Weltwirtschaftskrise, die Bereitstellung von Informationen und Maßnahmenkatalogen für die afrikanischen Staatschefs, die Stärkung des afrikanischen Kontinents in den multilateralen Wirtschaftsinstitutionen sowie die Bereitstellung einer politischen Plattform zum Ideenaustausch für die afrikanischen Staaten.
Ein wesentliches Ziel des Komitees besteht darin, in internationalen Gremien eigene Vorschläge und Konzepte zu entwicklungsrelevanten Sachverhalten vorzutragen und somit die Verhandlungsposition Afrikas zu stärken. Ein Beispiel ist der Bericht: "Impact of the Crisis on African Economies - Sustaining Growth and Poverty Reduction: African Perspectives and Recommendation to the G-20", den das Komitee der Zehn auf dem Londoner G-20-Gipfel einreichte.

## Mitglieder
Den Vorsitz im Komitee hält Südafrika. Weiterhin sind Algerien, Botswana, Kamerun, Ägypten, Kenia, Nigeria, Tansania sowie die Zentralbank der westafrikanischen Staaten (BCEAO), die Zentralbank der zentralafrikanischen Staaten, die Afrikanische Entwicklungsbank (Sekretariat des Komitees), die Kommission der Afrikanischen Union und die Wirtschaftskommission für Afrika Mitglieder.

## Treffen
- Januar 2009 Kapstadt
- März 2009 Daressalam
- Juli 2009 Abuja
- Februar 2010 Kapstadt